# Токуґава Ієсіґе
Токуґава Іесіґе (яп. 徳川 家重, 28 січня 1712 — 13 липня 1761) — 9-й сьоґун сьоґунату Едо. Правив у 1745-1760.

## Життєпис
Старший син Токуґави Йосімуне, 8-го сьоґуна сьоґунату Едо. У 1745 році після зречення батька стає новим сьогуном, але до своєї смерті у 1751 році Токуґава Йосімуне продовжував керувати державою. Ієсіґе не виявляв ніякого інтересу до державних справ і після смерті батька, доручив їх своєму особистому камергеру Ока Тадаміцу. Сам Ока Тадаміцу стверджував, що тільки він один може розуміти невиразну мову Ієсіґе (мав дефект мови). На цей період припадає піднесення кар'єри Танума Окіцуґу.
Більше ніж державними справами уславився грою в сьоґі, написавши про цю гру книгу. На правління цього сьогуна припадає зростання корупції у вищих посадових колах, що знову почало негативно впливати на розвиток Японії. У 1760 році через погіршення здоров'я відмовився від влади на користь свого старшого сина Токуґава Ієхару. 1761 року Токуґава Ієсіґе помер і був похований на території буддійського храму Дзодзьодзі.